# Circuito sintonico
Un circuito sintonico, o più frequentemente al plurale circuiti sintonici, sono quei circuiti inventati e brevettati da Guglielmo Marconi che, nelle trasmissioni radio, servono per cercare di eliminare le interferenze dovute ad emittenti con frequenze non ben definite non essendo appunto sintonizzate.
Il termine fu utilizzato soprattutto nei primi tempi delle radiocomunicazioni per indicare quei sistemi di comunicazione (detti appunto "sistemi sintonici") nei quali, diversamente da quanto avveniva negli altri, sia il trasmettitore sia il ricevitore erano sintonizzati sulla medesima frequenza mediante dispositivi appropriati (circuiti oscillanti, jiggers ecc.).